# Боярская, Наталия Константиновна
Наталия Константиновна Боярская (англ. Natalia Boyarsky, Natasha Boyarskaya; род. 1946) — советская и российская скрипачка, музыкальный педагог. Жена виолончелиста Александра Боярского, мать альтиста Константина Боярского.

## Биография
Училась в Музыкальном училище при Московской консерватории у Майи Глезаровой и Юрия Янкелевича. Окончила Государственный музыкально-педагогический институт имени Гнесиных у Феликса Андриевского. В 1971—1990 гг. преподавала в Мерзляковском училище при Московской консерватории, возглавляла отделение струнных инструментов. В 1991 г. по приглашению Иегуди Менухина уехала в Лондон, преподаёт в Школе Иегуди Менухина (Англия), а с 1996 г. является также профессором Королевского колледжа музыки. Среди её учеников — Алина Ибрагимова (Россия), Валерий Соколов (Украина), Акико Оно (Япония), Влад Майсторович и Корина Белча-Фишер (Румыния), Димитри Муррат (Бельгия), Хлоя Хэнслип, Бен Бейкер и Никола Бенедетти (Великобритания), Сауле Ринкявичюте (Литва), Эманюэль Бернар (Франция), Маргарита Буэса Бланко и Гала Перес (Испания), Аиша Сайед Кастро (Доминиканская Республика) и др.
Вела мастер-классы в Великобритании, Франции, Италии, Испании, Хорватии, Японии.